# Jaume Mateu

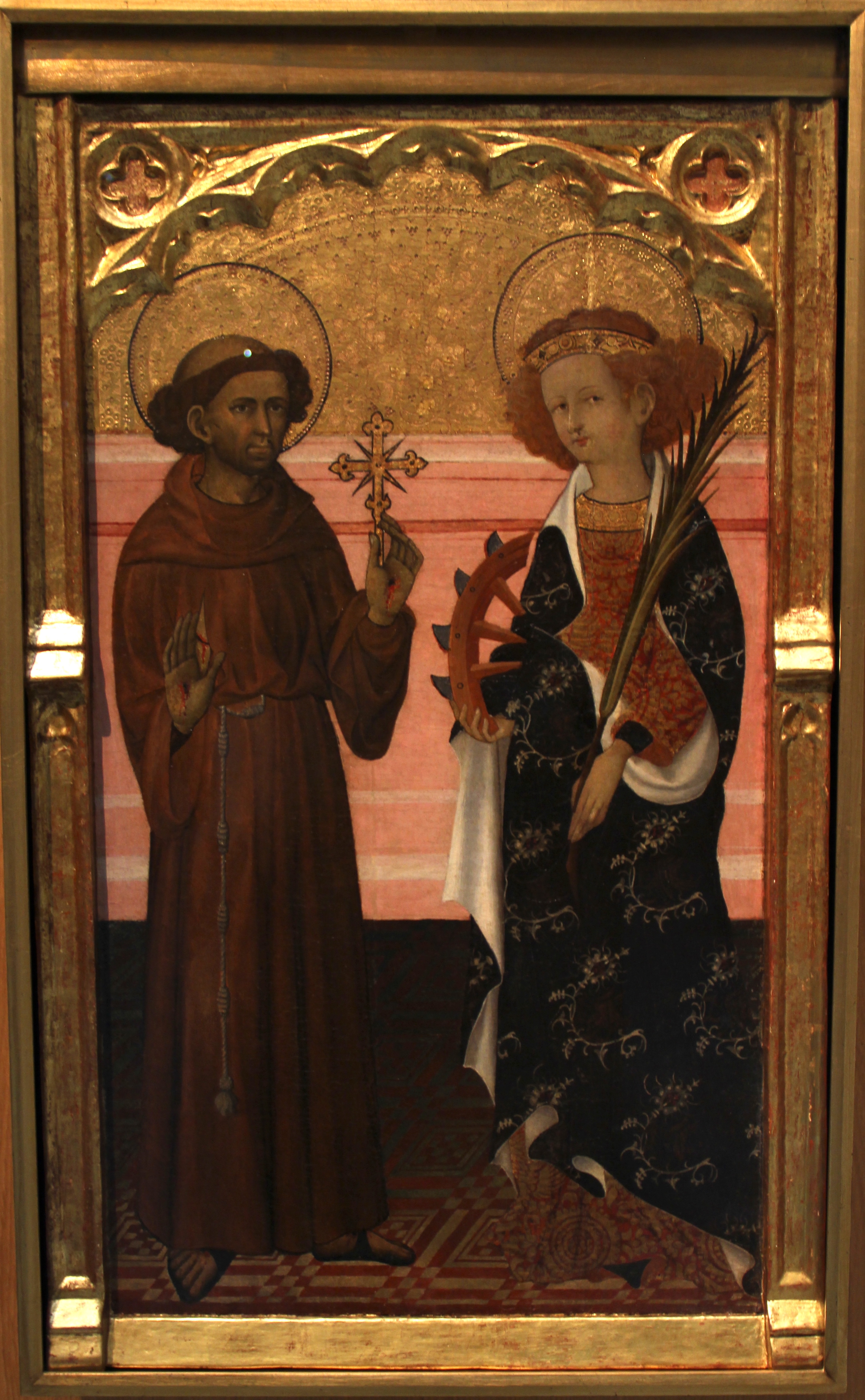
Franciscus van Assisi en Catharina van Alexandrië, Museo de Bellas Artes de Valencia

Jaume Mateu, of Jaime Mateu in het Castiliaans, (Sant Martí Sarroca, 1382 - 1452) was een Catalaans kunstschilder en miniaturist die werkte in Valencia tussen 1402 en 1452. Hij schilderde in de stijl van Internationale gotiek. Jaume was een neef, leerling en medewerker van Pere Nicolau.

## Werken
De enige gedocumenteerde toewijzing is een Aanbidding van de Herders, een fragment van een retabel dat hij maakte voor de kerk van Cortes de Arenoso, (Castellón). Dit werk wordt gebruikt als referentiewerk bij de toewijzing van andere werken aan deze kunstenaar.
José Sanchis y Sivera die de contracten van Jaume Mateu publiceerde noemde hem een “notabele Valenciaanse schilder”. Op basis van deze contracten schreef Sanchis Y Sivera hem de volgende werken toe: een retabel gewijd aan San Blas, in opdracht van de jurist Juan Gomez voor Villar del Cobo (Teruel); in 1418, een retabel met Johannes de evangelist voor La Seo van Valencia eveneens in 1418 en in 1420 schilderde hij wapens in verschillende opdrachten voor koning Alfons V van Aragón. Na de dood van Pere Nicolau erfde Jaume Mateu diens atelier. Met Gonçal Peris Sarrià, ook een assistent van Pere Nicolau, werkte hij samen aan de cassettes voor het plafond van de raadzaal van het oude stadhuis van Valencia, waarvoor ze een serie portretten van de vorsten van Aragón schilderden. Van deze portretten zijn er slechts vier van de oorspronkelijke vijftien bewaard gebleven die zich nu bevinden in het Museu Nacional d'Art de Catalunya, Barcelona. Het gebouw werd vernield in 1859.
Een ander werk dat nu in het Museu Nacional d'Art de Catalunya bewaard wordt, is een schilderij, deel van een retabel, met Jacobus de Meerdere in pelgrimskledij, dat zou gemaakt zijn voor de kerk van Sint Jacob in Algemesi (Valencia). Het wordt gedateerd op ca. 1423.
In het Prado in Madrid worden twee werken die aan hem worden toegeschreven bewaard. Het zijn afbeeldingen van Maria en de aartsengel Gabriël, onderdelen van een draagbare diptiek met een voorstelling van de annunciatie.
Andere retabels die aan hem zijn toegewezen zijn het Sint Michaël retabel gemaakt voor het franciscanen klooster De la Puridad in Valencia, nu in het Museo de Bellas Artes de Valencia. en het retabel van de heilige Walricus (Saint-Valery) in de parochiekerk van Vall de Almonacid.

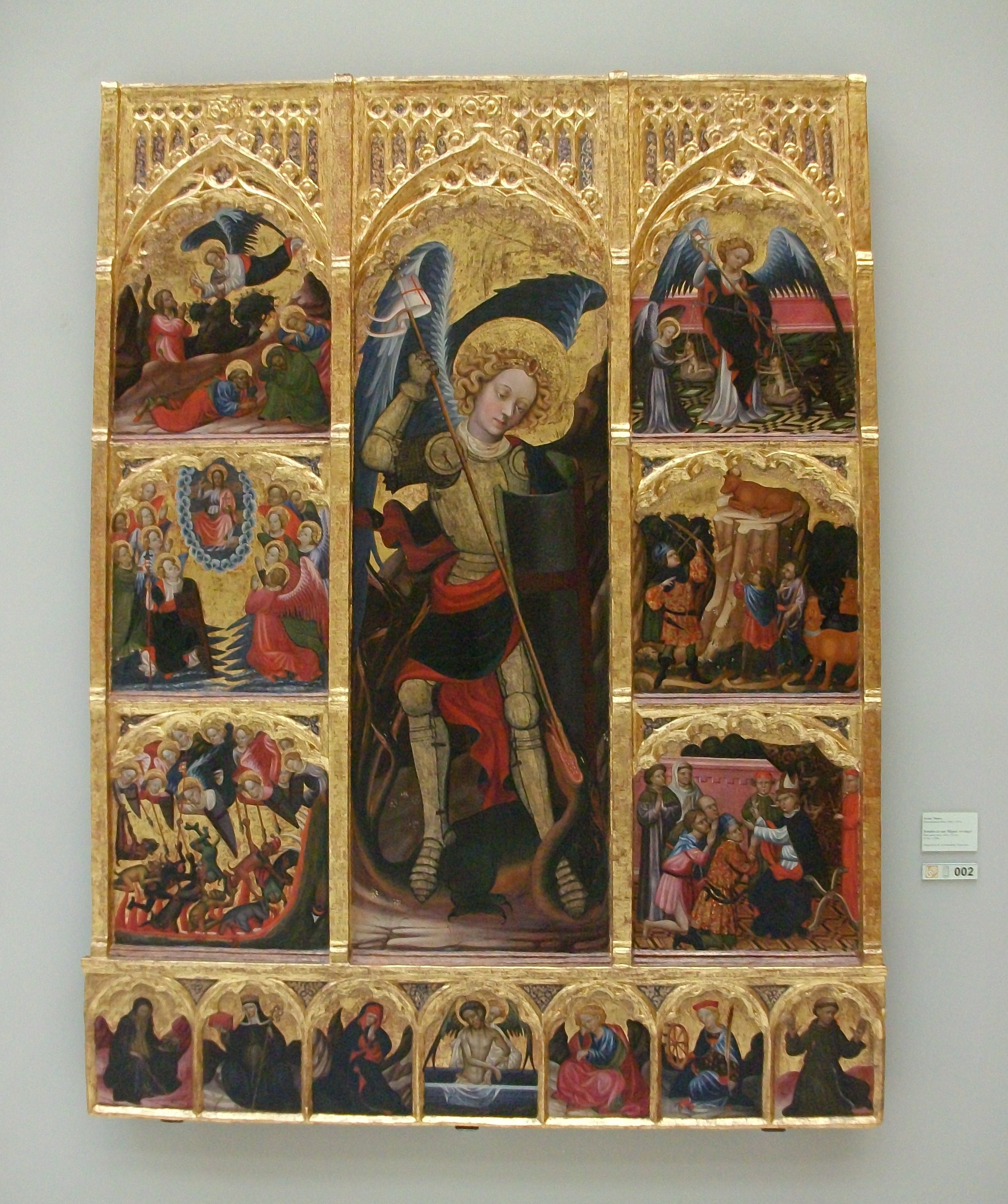
Retabel van Sint Michiel, Museu de Belles Arts de Valencia
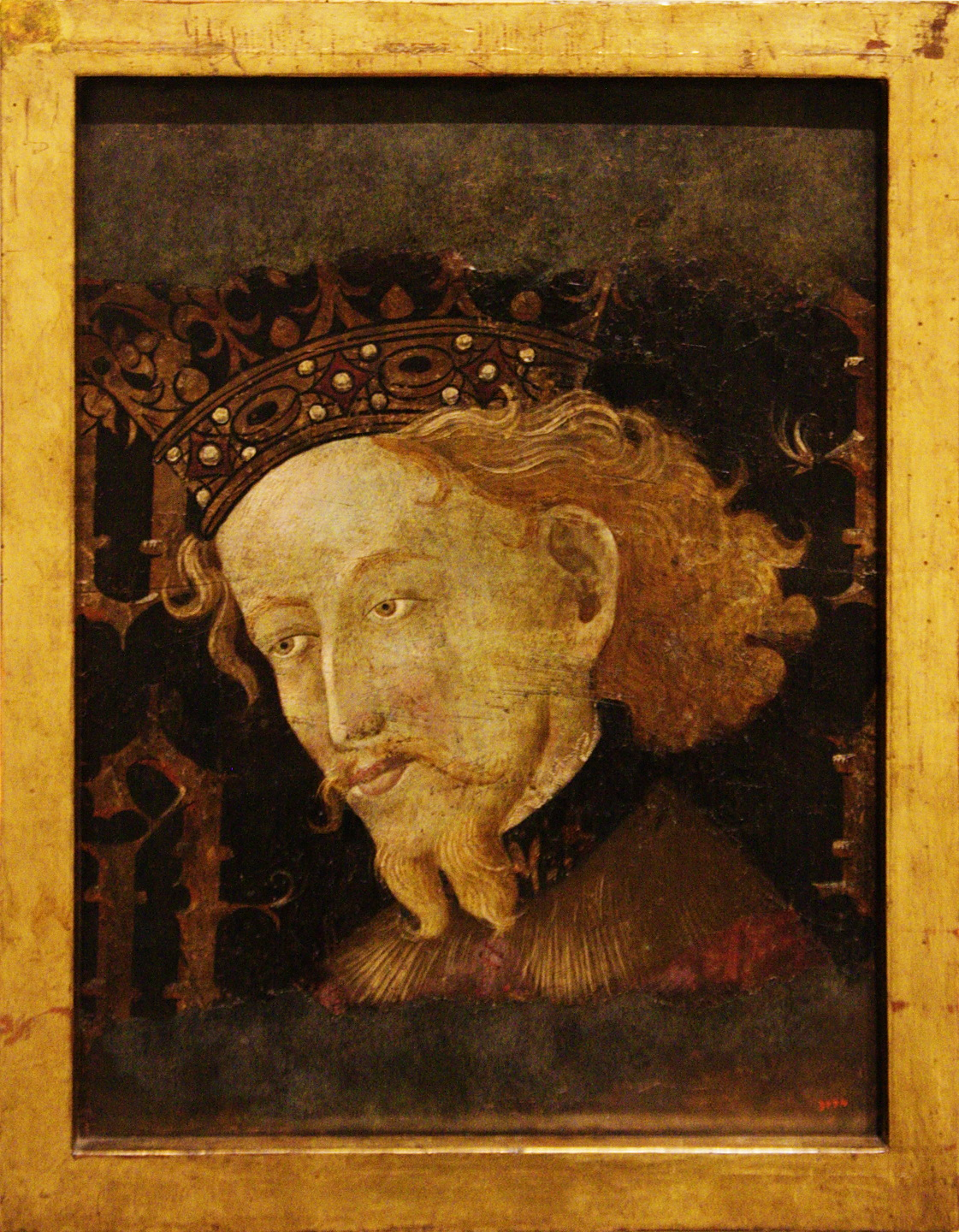
Portret van Jacobus I van Aragón, 1427, Museu Nacional d'Art de Catalunya, Barcelona
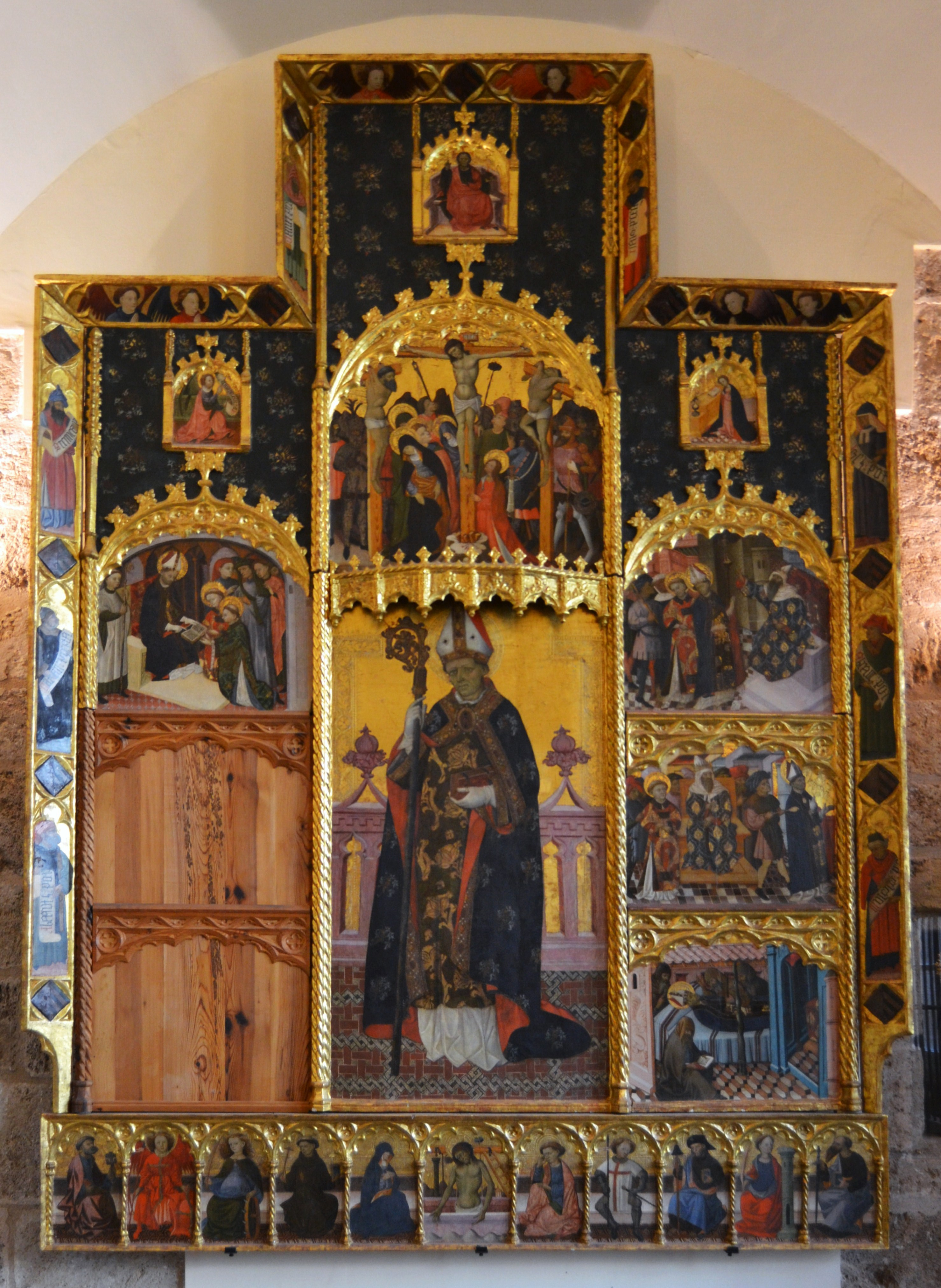
Retabel van de heilige Walricus

- Union List of Artist Names: 500039370
- Virtual International Authority File: 95932812